# Rhynchospio harrisae
Rhynchospio harrisae is een borstelworm uit de familie Spionidae. Het lichaam van de worm bestaat uit een kop, een cilindrisch, gesegmenteerd lichaam en een staartstukje. De kop bestaat uit een prostomium (gedeelte voor de mondopening) en een peristomium (gedeelte rond de mond) en draagt gepaarde aanhangsels (palpen, antennen en cirri).
Rhynchospio harrisae werd in 2010 voor het eerst wetenschappelijk beschreven door Delgado-Blas & Díaz-Díaz.